# Xavier Darcos
Xavier Darcos (Limoges, 14 luglio 1947) è un saggista, politico e latinista francese.

## Biografia
Professeur agrégé in lettere classiche, dottore in lettere, specialista della letteratura moderna e latina, appassionato di musica, è stato sindaco di Périgueux (1997-2008), senatore della Dordogne (1998-2002), e anche ministro durante le presidenze di Jacques Chirac e Nicolas Sarkozy. Dirige l'Institut français dal 2010 al 2015. Il 13 giugno 2013 è eletto al seggio 40 dell'Académie française, succedendo così a Pierre-Jean Rémy (15 voti su 26 votanti).

## Opere
- Candide, Hachette, 1989 (nombreuses rééd.)
- Zadig, Hachette, 1990 (nombreuses rééd.)
- Phèdre, Hachette, 1991 (nombreuses rééd.)
- Visiter Périgueux, Sud-Ouest, 2000 (nombreuses rééd.)
- L'Orgue de l'église de la Cité, à Périgueux, Fanlac, 1989
- Histoire de la littérature française, Hachette, 1992 (nombreuses rééd., 20° en 2011)
- Prosper Mérimée, Flammarion, 1998 (Prix France Télévisions 1998)ISBN 978-2-08-067276-6
- L'Art d'apprendre à ignorer, Plon, 2000 ISBN 2-259-19349-8
- Lettre à tous ceux qui aiment l'école, avec L. Ferry et C. Haigneré, éditions Odile Jacob, 2003
- Mérimée, La Table ronde, 2004. ISBN 2-7103-2666-3
- Deux voix pour une école, con Philippe Meirieu, Desclée de Brouwer, 2003. ISBN 2-220-05370-9
- L'École de Jules Ferry (1880-1905), Hachette, 2005 (Prix Louis Pauwels 2006) ISBN 2-01-235720-2
- L'État et les Églises, éditions Odile Jacob, 2006 ISBN 2-7381-1817-8
- Tacite : ses vérités sont les nôtres, Plon, 2007 ISBN 978-2-259-20261-9
- La escuela republicana en Francia, Prensas universitarias de Zaragoza, 2008 ISBN 978-84-92521-38-8
- René Haby par lui-même, en coll., INRP, 2009, ISBN 2-7342-1100-9
- L'école forme-t-elle encore des citoyens?, con Aurélie Filippetti, Forum Libération de Grenoble, su CD audio - Frémeaux & Associés, 2008
- Peut-on améliorer l'école sans dépenser plus?, avec Vincent Peillon, Magnard, 2009 ISBN 978-2-210-74785-2
- Ovide et la mort, PUF, Coll. «Hors collection», 2009 ISBN 978-2-13-057818-5
- Une anthologie historique de la poésie française, PUF, coll. «Hors collection» ISBN 978-2-13-058506-0
- Dictionnaire amoureux de la Rome antique, Plon, 2011 ISBN 978-2-259-21245-8
- La Poésie française, Eyrolles, coll. "Mes passions", 2012 ISBN 978-2-212-55533-2
- Histoire de la littérature française, Hachette, 2013 ISBN 978-2-01-160932-8